# Roter Winter-Calvill
Roter Winter-Calvill (auch Roter Himbeerapfel, Wintererdbeerapfel und Winterkalvill) ist eine alte Apfelsorte. Die Äpfel sind mittelgroß, rippig und außerhalb von geeigneten Standorten wenig aromatisch.
Der Apfel ist im Oktober pflückreif und von Dezember bis April genussreif. Wirtschaftlich hat diese Apfelsorte ihre Bedeutung verloren, da die Früchte häufig schwarze Stellen auf der Schale entwickeln, welche zwar die Qualität des Apfels nicht wesentlich beeinträchtigen, heute aber als unappetitlich empfunden werden. Die Sorte findet sich häufiger in Streuobst-Jungpflanzungen.
Die Sorte ist anfällig gegen Schorf und Obstbaumkrebs.